# Gadmen
Gadmen foi uma comuna da Suíça, no Cantão Berna, com cerca de 270 habitantes. Estendia-se por uma área de 116,4 km², de densidade populacional de 2 hab/km². Confinava com as seguintes comunas: Engelberg (OW), Göschenen (UR), Guttannen, Innertkirchen, Oberwald (VS), Wassen (UR).
A língua oficial nesta comuna era o Alemão.

## História
Em 1 de janeiro de 2014, passou a formar parte da comuna de Innertkirchen.